# 关坪河乡
关坪河乡是中国陕西省商洛市镇安县下辖的一个乡。2011年，关坪河乡被撤销，辖境并入茅坪回族镇和西口回族镇。

## 行政区划
关坪河乡下辖以下行政区：
东庄村、腰庄河村、五福村、石门村、宝石村。